# Юнузлия
Юнузлия (на македонска литературна норма: Јунузлија) е село в централната източна част на Северна Македония, община Карбинци.

## География
Селото е разположено в планината Плачковица.

## История
Според Димитър Гаджанов в 1916 година в Юнузлий живеят 96 турци.